# Polana (rejon mikołajowski)
Polana (ukr. Поляна) – wieś na Ukrainie w rejonie stryjskim (do 2020 roku w rejonie mikołajowskim) obwodu lwowskiego.
W II Rzeczypospolitej należała do gminy Krasów w powiecie lwowskim, w województwie lwowskim. W 1931 r. liczyła 1435 mieszkańców, wśród których przeważali Polacy. Pod koniec lat 30. wyodrębniono jako osobne sołectwo przysiółek Huta Szczerzecka. W 1944 r. nacjonaliści ukraińscy z OUN – UPA zamordowali w Polanie 34, a Hucie Szczerzeckiej 61 Polaków.